# رباعية بحري
رباعية بحري  رواية للكاتب محمد جبريل  تتكون من أربعة أجزاء تتخذ من أولياء الإسكندرية في منطقة بحري عناوين لأجزائها الأربعة: أبو العباس - ياقوت العرش - البوصيري - علي تمراز. الرابعية تجمع بين خبرات طويلة ومتعددة في الحياة وفي الأدب وفي الفن وفي الفكر، وأيضا في التصوف وفي الجنس.
الجزء الأول، أبو العباس، يتكون من 28 فصل تقترب بعض هذه الفصول من شكل القصة القصيرة، التي تصلح لأن تنزع من السياق الروائي لتشكل عالما قصصيا قائما بذاته، ولكنه متى وضع مرة أخرى في هذا السياق فإنه يأخذ مساره الطبيعي ضمن العمل. صدرت الرباعية عن مكتبة مصر بين 1997 ـ 1998.
هذه رواية مكان. وإذا كان محمد جبريل قد تناول في الكثير من ابداعاته أبعاد الحياة في الإسكندرية، فإن «رباعية بحرى» تضم أسماء أولياء أربعة تمثل مساجدهم معالم مهمة في حي بحري بالإسكندرية. تدور أحداث الرواية منذ نهاية الحرب العالمية الثانية إلى مطلع الخمسينيات، قوامها أحداث واماكن تهب - في توالي لوحاتها - بانوراما لذلك الحي الشديد التميز والخصوبة، بناسه من الصيادين والموظفين والعاملين في الميناء والشخصيات المهمشة والطارئة. ويشكل كل جزء مرحلة مكتملة القسمات والأحداث.

## محتوى الكتاب
القيراط الخامس والعشرون - الليل - الواحد نصفان - في حضرة السلطان - متى يأذن الله؟ - حقيقة ما جرى للصياد جمعة العدوى - الأسطى مواهب - قهوة كشك - فلنعبر النهر أولا - في قهوة مخيمخ - أولى مراتب السالكين - عنترة يسترد جواده - السائر إلى الله - الحال يسبق المقام - الإمام يفض الحفل - المأزق - الباب المغلق - بعيداً عن الشاطئ - الحلقة - يا مريدي لا تضق بي - المرأة الجميلة ذات الذيل المتهدل - البحر - ارتحال - الظل - حنين - الغوث - الليلة الكبيرة - اليقين - مكاشفة.

## رباعية بحري- جزء أبو العباس(1997)[12]
في رباعية أبو العباس يوجد حقيقتان اثنتان حول الرواية وهما التصوف والجنس.
الحياة البشرية في انجذابها وتعلقها نحو فك الأسر والخروج عن حدود الزمان والمكان في الرواية وهذه الحياة المتدنية في وساختها وحقارتها من الناس الذين يسعون خلف إشباع شهواتهم فقط.
قبل الشرح عن هذا الجزء عليك ذكر ان هناك اجزاء للرواية والكتابة عن كيفية تقسيم الرواية الى اجزاءواحيانا يجنح الخيال بالكاتب بإدخال شخصيات تسعى الى الدخول بعالم الجذب مثل شخصية علي الراكشي وايضا شخصيات من أحط أنواع الغرائز مثل شخصية انسيه وشخصية حمادة بك الذي يتعلق بالتمثيل الجنسي .
لقد استطاع الراوي نسج مئات الشخصيات التي تحتاج الى معجم لرصدها بسبب كثرة هذه الشخصيات. تحتوي هذه الرواية على أنواع من الشخصيات منها مركزية ثانوية وهامشية
الشخصيات                                                                                                              
الجد السخاوي: يعتبر الجد السخاوي شخصية مركزية حيث كانت الرواية في البداية تتحدث عنه. فهو انسان عاش عمرا طويلا في البحر والصيد والذي مات قرب نهاية الرباعية وكانت جنازته أسطورية ولو استطاع الراوي تصوير مشهد حزن المدينة على موته لفعل ذلك.
علي الراكشي تعتبر شخصية من الشخصيات المركزية التي تم ذكرها في الكثير من الاقسام في الرواية.
انسيه: تعتبر شخصية مركزية التي تم اتصافها انها جميله كجمال الورد والتي كانت تمارس البغاء كثيرا دون زواج.
السيد الفران: هو من الشخصيات الثانوية في القصة الذي تزوج انسيه رغم معرفته انها كانت تمارس البغاء قبل زواجها.
حماده بك: هذه الشخصية تميل الى التعرض لأنواع من الشذوذ الجنسي.
الشيخ حماد: فهو شخص يتصف بجسمه الضخم وشعره المهوش ينسدل على كتفيه وفمه المنفرج عن شفتين متدليتين وخطواته المهرولة حيث انه ايضا كان دائما داخل المساجد.
وهناك الشيخ عبد الحفيظ، وأمين عزب، وغيرهما من أصحاب النظرة الإسلامية المعتدلة في الدين وفي الحياة.
لأسطى مواهب العالمة، وزوجها القواد، ومهجة وهشام و.....
هناك العشرات من الشخصيات الحية والفاعلة على امتداد الرباعية التي تظهر وتختفي وتعود غير انها تنمحي من الذاكرة، ولكن ظهورها آثار الحيوية في الرباعية.
أن الرواية مبنية من عناصر عدّه وهي الشخصيات,الاحداث, التسلسل, الزمان والمكان ولكن المكان لم يكن مجرد عنصر عادي في الرواية وإنما له أهمية كبيرة في الرواية.                        
يساهم المكان في نسج الكثير من الشخصيات لأن الغاية من سرد الكثير من الشخصيات والأحداث تحتاج الى مكان لفهمها. ويلعب المكان دورا أساسيا في البناء والتشكيل الروائي الذي يدعم الى تقوية الرواية حتى لو كان المكان حقيقي أو خيالي فأن قيمته تزداد اهمية بمدى قدرة الروائي نفسه على خلقه وتصويره والتعبير عنه ويشكل المكان الفني في أعمال جبريل الروائية عالما زاخرا ممتدا مؤثرا مفتوح الدلالات.
تحتوي الرواية على 29 قسما وفي كل قسم تدور أحداث مختلفة وظهور شخصيات جديدة الا الشخصيات المركزية التي تظهر في العديد من الأقسام.
من هذه الأقسام:
أبو العباس، الليل ،الواحد نصفان، في حضرة السلطان ,متى يأذن الله؟ ، الاسطى مواهب، قهوة كشك..وتنتهي بالقسم مكاشفة.

## مقتطفات من «أبو العباس»
القيراط الخامس والعشرون
في اللحظات التالية لآذان الفجر من زاوية الزواوي، الضوء الذي يصدر عن نافذة الجد السخاوي، المقابلة، يتكسر عبر شيش نافذته، على جدران الغرفة الواسعة لدقائق، ثم تسود الظلمة. السعي إلى الزاوية من صفر باشا وشارع جودة والمسافرخانة وفرن حبيب والأزقة المتفرعة، ربما حتى سراي رأس التين. الهمهمات، الدعوات، البسملات، الحوقلات، الأصوات المتحادثة - مهما تلفعت بالهمس - فإنها تصل إليه - خلل الصمت والظلمة – واضحة، رائقة. يتلاشى كل أثر لضوء؛ فيما عدا الأضواء الباهتة المنبعثة من ثقوب الزاوية: بابها الصغير، ونوافذها التي يغطيها وجه إنسان. كتل الظلام تلف الناس والأشياء. حتى الظلال تختفي. تستسلم المساحات العريضة والزوايا والأركان والجزئيات والذرات، بعد الأذان مباشرة - ظاهرة تحيره - لظلمة كثيفة، ممتدة، تلغي الملامح والتفاصيل. ربما يصحو على إيقاع جياد الملك، في شوارع الحى. ساعة، وتعود إلى السراي. ينصت - في موضعه على السرير - إلى الابتهالات والاستغاثات والتسابيح، تتناهى من مئذنة أبو العباس. في هذه اللحظات، يعد نفسه للخروج. يعلو بكتفيه وأعلى ظهره. يحرص ألا يسعل، أو يعطس، حتى لا يصحو الأولاد في الغرفة الملاصقة. تواجه عيناه تكسرات الضوء المتسللة من شيش النافذة. تتشابك أصابعه وراء ظهره. ينسحب الضوء، وتحل للظلمة. أزعجه في البداية ألا ترى عيناه - مهما أطال التحديق شيئا على الإطلاق، ثم اكتفى بالنظر في اللاشئ أمامه وحوله. حتى الثياب المعلقة التي تبدو - بتداخل النور والظلمة - أجسادا ضائعة الملامح، تذوب في حضن السواد القاتم. ينتبه إلى صوت غلاق الشيخ وهيب، خادم الزاوية، للباب والنوافذ، فيهبط من جانب السرير دفعة واحدة إلى أرض الحجرة. الجائب نفسه الذي صعد منه، ربما الحظ يواتيه.
ارتدى فانلة رقيقة، تنتهى إلى الكتفين، مفتوحة على الصدر والظهر والذراعين، وسروال من التيل الأزرق. ودس قدميه في حذاء من التيل الأبيض. قبل أن يميل إلى باب الخروج، لتجه إلى حجرة الأولاد.
قال للمرأة المستلقية في طرف السرير: اليوم أحسن؟
وهى تعدل رأسها على المخدة: الحمد لله.
- تريدين شيئا؟
- سلامتك
علا صوته بالتذكر: كما قلت لك في الليل، لا يلعب الأولاد خارج البيت.. قد يتدخل  الجيش ضد المظاهرات..
لطمته هبة هواء، وهو يفتح باب البيت من الداخل. فضل اتقاء لبرد الصباح الخريفي أن يختصر المسافة. اتجه إلى الحارة الموازية لطريق الكورنيش، خلف مطاحن شيمي بك وسينما الأنفوشي. حرص، فلم ينظر إلى الوراء، حتى يطرد النحس عن نفسه. تعرج به السير في حواري وأزقة. اقتحمت أنفه - في اقترابه من الشاطئ - ملوحة البحر، ورائحة الطحالب والأعشاب والأسماك الميتة على الرمال. على ناصية الحجارى، لمح قطا أسود، غاب في شارع خير الله بك، المتفرع من السيالة. تفاءل، ومضى إلى الوسعاية المتربة، المقابلة لدكان محمد صبرة الحلاق. أعاد النظر: أنسية ؟
عرفها من مشيتها المنكفئة الطفلة. مالت من الوسعاية إلى شارع ابن السعادات. التقى بها - من قبل - ثلاث مرات، وربما أربعا. فاصلت في شروة من حلقة السمك. اشترت أقة بسارية في المرتين اللتين رضيت فيهما بالثمن. هزت رأسها بالرفض، فيما تلا ذلك، ومضت. سمع في قهوة الزردوني عن ترددها على بيوت العزاب، وعلاقاتها، فوق الأسطح، وداخل الأكشاك الخشبية في ليل الأنفوشى. رأها ذات مساء تدخل البيت المهجور في شارع سليم البشرى. أدرك أن أحاديث القهوة صحيحة، فاستعاذ بالله، ونفض رأسه. وهو يدنو من معسكر خفر السواحل، سار وراءه كلب مجهول لخطوات، ثم اختفى، فازداد تفاؤله. دونا عن الشاطئ كله، عن الشواطئ كلها، اختار - ذات صباح لا يذكر تفاصيله - هذا الشريط الساحلى الضيق، الممتد إلى مابعد قلعة قايتباى، تعزله عن الشوارع والمارة والأعين، أسوار المساكن: المياه التي يخنق لسان الميناء الشرقية - بارتفاعه – أمواجها، قبل أن تصل إلى الشاطئ الذي تقل فيه الرمال، وتزداد الحجارة والزلط والحصى والأوساخ، يقذف بها من وراء أسوار المساكن. مع هذا اختار الطريق الحجرى، الممتد، الضيق، يتوازى في جانبيه مياه البحر وجدران للبيوت. كانت المنطقة إلى ما بعد انتهاء الحرب بأشهر - محظورة على الصيادين. يشغلها جنود الإنجليز، والمدافع المضادة للطائرات، والأضواء. الكاشفة.
.........
أريد أن اشترى قاربا قبل أن يحل شتاءان .. لا أحلم بالنعيم .. لكن عشرين عاما في البحر تعطينى الحق في أن أكون حر نفسي ... القارب والطراحة وهجر السنارة، حلم الأب الذي مات بموته. غالب الدمع وهو يتسلم أوراق انتقاله إلى الرابعة الابتدائية. من بين عشرات الرؤى المبهمة، والباهتة الملامح، تطفو هذه الصورة بالذات: خطوات الأب التي أتعبها التنقل بين الشواطئ، تبطئ في المنطقة المقابلة لمستشفى الملكة نازلى. يضع البوصة والغلق على سور الكورنيش. يتنهد في حزن هادئ. يغمض عينيه، كأنه يتهيأ لنوم
- أحيانأ، لم أكن أستطيع تدبير ايجار الشقة. أجمعه بالسلف، حتى ألبي الطرقات المزعجة أول كل شهر. المائة والثلاثون قرشا، إيجار الشقة، كانت قبل الحرب مبلغا وقدره. الشواطئ كلها مفتوحة. المبلغ، الآن، يقل عن ايجار غرفة في أسطح بيوت السيالة، لكنه يعانى صعوبة تدبيره. المصيبة أني أكلم نفسي .. فماذا تفهم امرأة غبية مثلك؟ أقسى ما في الأمر أنه يفكر، ويخطط، ويحلم بالتنفيذ. جيشان أعماقه سره الذي لا يدرى به أحد. حتى المرأة، همها اللقمة والمستقبل الذي لا يجاوز ظلها. تكاتفت المتاعب، فاختفت الظلال، وحلت العتمة. أطال الوقوف يحدق، ويتلو الآيات والأدعية، ويرهف السمع، لكن الظلمة الساكنة لم تغادر داخله، ولاحوله. عاود التحديق في اللاشئ، وإن غادرت عصافير اللوحة على الحائط إطارها. صفقت بأجنحتها. طارت في سماء الحجرة. صنعت أشكالا وتكوينات. علت أصواتها بشقشقة عذبة.

## نقد وتعليقات
قال الكاتب «أحمد شبلول» عن الرواية: «بين شخصيتى الراكشى، وأنسية أبدع محمد جبريل في نسج مئات الشخصيات في رباعيته -التي قد تحتاج إلى معجم لرصدها بدقة- بعضها شخصيات رئيسية أو فاعلة مثل الجد السخاوى صاحب الخبرة الطويلة في عالم البحر والصيد»، تابع الكاتب قائلاً: «عشرات الشخصيات الحية والفاعلة على امتداد الرباعية، ومئات الشخصيات التي تظهر وتختفى، وتطفو على السطح مرة ثم تنمحى من الذاكرة، سواء من ذاكرة الكاتب أو ذاكرة القارئ. ولعل الأسطى مواهب العالمة، وزوجها القواد، ومهجة وهشام من هذه الشخصيات التي ظهرت ثم اختفت، ولكنَّ ظهورَها أثار الحيوية في بعض أجزاء الرباعية، ولعل الكاتب قد توسَّل باسم مهجة ابنة سلطان الإسكندرية المرسى أبى العباس، وزوجة ياقوت العرش، لتكون امتدادا روحيا للأولياء والأقطاب السكندريين، ولكننا نفاجأ بأنه يقدم لنا مهجة أخرى تذهب إلى المدرسة، ثم تتزوج وتطلق في الليلة نفسها، ويحكم عليها أبوها بعدم الخروج من البيت، ثم تصل إلى مرحلة من مراحل اللامبالاة وعدم الاهتمام بالآخرين، ثم تغشى الشقق للحصول على المتعة، وترفض هشام الذي أحبها، والذى يموت ميتة بائسة بسببها».
كتب الدكتور ماهر شفيق فريد على موقع ميدل إيست أونلاين في 9 يوليو 2020: «في سيرته الذاتية الصادرة في أغسطس 1998» حكايات عن جزيرة فاروس«يخصص محمد جبريل فصلا ـ يقع من السيرة في المركز ـ عنوانه» بحري«، ومنه نعلم أن أعمق أجزاء الإسكندرية ـ موطنه ـ أثرا في نفسه منطقة بحري» التي تبدأ بما يلي ميدان المنشية، وتتجه إلى ميادين وشوارع وحواري وعالم حياة، في الموازيني وأبو العباس والبوصيري والسيالة وحلقة السمك والمسافر خانة والمغاوري والحلوجي والعدوي وقبو الملاح والتمرازية والكورنيش وسراي رأس التين«. هذه هي البؤر الجغرافية التي تدور فيها أحداث روايته الجديدة من أربعة أجزاء» رباعية بحري«(مكتبة مصر 1997 ـ 1998). وتتكون على التعاقب من: أبو العباس ـ ياقوت العرش ـ البوصيري ـ علي تمراز. كل جزء ـ كما نرى ـ يحمل اسم مسجد يحمل بدوره اسم أحد أولياء الله الصالحين»، يتابع الكاتب قائلاً: «نسيج الرواية كثيف متعدد الطبقات، تجتمع فيه تضمينات من القرآن الكريم، والحديث النبوي الشريف، وأبيات من بردة البوصيري، وحكم ابن عطاء الله السكندري، وأقوال لأبي الحسن الشاذلي وأخباره، ومدائح نبوية، وسير شعبية، فضلا عن مقتطفات ـ غير موقعة ـ من كلمنت السكندري (المرأة الجميلة ذات الذيل المتهدل)، ومخطوط مصري قديم، ودائرة معارف القرن العشرين للعلامة محمد فريد وجدي، وأغاني لعبد الوهاب وأم كلثوم، وأغان شعبية سكندرية أشهرها ـ طبعا ـ اقرووا الفاتحة لابو العباس يا اسكندرية يا أجدع ناس».
كتب أحمد إبراهيم الشريف على موقع صحيفة اليوم السابع في 10 مارس 2020: «من الروايات البديعة التي صاغها الكاتب السكندري الكبير محمد جبريل (1938) رواية رباعية بحرى التي ظهرت في نهاية التسعينيات من القرن العشرين، وتتخذ من أولياء الإسكندرية في منطقة بحرى عناوين لأجزائها الأربعة (أبو العباس، ياقوت العرش، البوصيري، على تمراز)، ورباعية محمد جبريل ليست عملا سهلا، ولم تكتب للتسلية والمزاح، لكنها عمل صعب، يحتاج إلى أكثر من قراءة، فهو يجمع بين خبرات طويلة ومتعددة في الحياة وفى الأدب وفى الفن وفى الفكر، وأيضا في التصوف».
أجرى حمدي عابدين حواراً مع محمد جبريل في 21 يوليو 2020 على صفحات جريدة الشرق الأوسط حيث سأل عابدين: «ما السبب الذي جعلك تختار منطقة بحري بالتحديد فضاء لمعظم رواياتك؟»، ويجيب جبريل: «منطقة بحري، أصل الإسكندرية، كيلومتر مربع، من اليمين المينا الشرقية، ومن اليسار المينا الغربية، وفي المواجهة خليج الأنفوشي، لسان أرضي، شبه جزيرة في شبه جزيرة الإسكندرية. سمي الخليج ربما لوصله بين الميناء الشرقي والميناء الغربي. أذكر وقفتي على الشاطئ، بالقرب من قصر رأس التين، الصخرة - التي صارت بطلاً أعتز بها - في مدى النظر. أذكرك بروايتي» صخرة في الأنفوشي«ولا أتصور الإسكندرية من دون البحر، يحيط بها، تمضي شوارعها إليه، تعيش على المهن المتصلة به، فغالبية الشخصيات يتنقلون في مهنة الصيد، وحلقة السمك، وورش المراكب، والمهن المتصلة بالميناء، وفي الأجواء الروحانية المتمثلة في الجوامع والزوايا وأضرحة الأولياء ومقاماتهم، وما يتصل بذلك من موالد وأذكار وطرق صوفية»، وتحدث جبريل عن اتجاهه في الكتابة قائلاً: «أرفض الحياد في الفن. الفنان يجب أن يكون منحازاً لجماعة أو لقضية. لا أزعم المباشرة، ولكن يهمني أن يكون للفنان نظرة شمولية أو ما أسميه بفلسفة الحياة. أعمال أي كاتب يجب أن تشكل وحدة متكاملة، وما أنشده في مجموع أعمالي - ومجموع أعمال الآخرين أيضاً - أن ينطوي على فلسفة حياة متكاملة. وبالطبع فأنا لا أدعو الأديب أن يكون فيلسوفاً، ولا أدعو الفيلسوف - في المقابل - أن يكون أديباً، فالأدب جنس يختلف تماماً عن جنس الفلسفة، والعكس صحيح. ما يشغلني في مجموع أعمال فنان ما هو صورة العالم لديه بما يختلف عن صورته في نظر الآخرين».
كتبت سمية الشوابكة على موقع «عود الند» في أبريل 2010: «ليس المكان الروائي حيزا جغرافيا أو بعدا هندسيا مجردا تقع فيه الأحداث. وتتحرك فيه الشخصيات بأسرها: النامية والمسطحة على حد سواء فحسب أو عنصرا ثانويا زائدا في الرواية لا قيمة لوجوده، ولا وزن لحضوره، ولا دور لتأثيراته في العناصر الأخرى، بل هو ركن أساسي من أركان البناء، وعنصر حيوي فعال تزداد قيمة حضوره بتداخل عناصره معا في علاقات جدلية فاعلة، وجزء لا يتجزأ من البنيان الفني الذي يصور بجلاء مدى امتلاك الروائي الفنان لأدوات التشكيل الفني، وقدرته على الخلق والتواصل والتجريب»، تواصل الكاتبة وتقول: «يتفنن جبريل في تقديم صور المكان في أعماله الروائية المختلفة، موظفا كل طاقاته في تجسيدها وإعطائها دلالات جديدة قد تكون معادلا موضوعيا لما يدور في واقعنا المعيش من قضايا وأحداث فتبرز بذلك مدى أهمية تشكيل المكان، وصياغة مفرداته، وتقديم صوره، وإخراج عناصره في فتح مغاليق النص، واستنطاق دلالاته بوصفه مفتاحا رئيسا لا غنى عنه للولوج في عالم جبريل نفسه بما يحمل من رؤى وأبعاد»، وتتابع: «يغدو» حي بحري«في معظم أعمال جبريل الروائية والقصصية على حد سواء المكان البطل، المتحرك الفاعل الذي يرتبط بالزمان فيحتوي الحدث، ويحرك الشخصية، وينهض بالمعنى، ويشكل الرؤية، وينتج اللغة، متحولا بديناميكية حركية دائبة من مجرد إطار تزيني للأحداث أو وعاء عام لها إلى عنصر مشارك فعال متعدد الملامح والظلال التي تهب العمل الفني خصوصيته».

## وصلات خارجية
https://www.liilas.com/vb3/t139767.html رباعية بحري
https://www.goodreads.com/book/show/31309272 رباعية بحري
https://www.al-jazirah.com/2001/20010601/wn6.htm رباعية بحري